# Esperando nada
Esperando nada è il secondo album in studio della cantante cilena Nicole, pubblicato nel 1994.

## Tracce
1. Mundo perdido – 4:17
2. Dame luz – 5:00
3. Esperando nada – 4:14
4. Sin gamulán – 3:45
5. Territorios – 3:54
6. Va a llover – 4:38
7. Extraño ser – 3:42
8. Sigo buscándote – 5:02
9. Sólo el mar – 4:48
10. Cuando yo me transformé – 2:16
11. Tres pies al gato – 4:17
12. Con este sol – 3:25